# Letzlingen
Letzlingen è una frazione (Ortsteil) del comune tedesco di Gardelegen, situato nel circondario di Altmark Salzwedel, nel land della Sassonia-Anhalt.
Fino al 31 dicembre 2010 era un comune autonomo.
A Letzlingen si trova l'omonimo castello di caccia risalente al XVI secolo e fatto edificare da Giovanni Giorgio di Brandeburgo. Nei secoli successivi la residenza fu pressoché ignorata fino a quando se ne interessò Federico Guglielmo IV di Prussia che incaricò Friedrich August Stüler, l'architetto di corte, di ristrutturare l'edificio in stile Tudor e vi fece organizzare numerose partite di caccia imperiali, l'ultima ebbe luogo il 9 novembre del 1912 sotto Guglielmo II.